# Maurice Blanchot
Pour les articles homonymes, voir Blanchot.
Maurice Blanchot est un romancier, critique littéraire et philosophe français, né le 22 septembre 1907 au hameau de Quain, dans la commune de Devrouze en Saône-et-Loire, et mort le 20 février 2003 au Mesnil-Saint-Denis, Yvelines. Sa pensée et son écriture ont exercé une influence profonde sur tout un pan de la culture française des années 1950 et 1960 et sur les représentants de ce qu'on appelle la French Theory.
Les rapports de Maurice Blanchot avec l'antisémitisme et avec l'extrême droite font l'objet de nombreux débats. Ses choix politiques des années 1930 le rattachent à l'anticommunisme et à la  droite anti-parlementaire. Sous l'Occupation, il travaille pour Jeune France (jusqu'en 1942), organisme financé par le gouvernement de Vichy, et il joue un rôle déterminant dans la presse et l'édition grâce à sa proximité avec les milieux maréchalistes. Dans le même temps, il tente de protéger certains des persécutions du régime. Par la suite, il milite activement contre la guerre d'Algérie, participe à des groupes de réflexion et d'actions pendant mai 68, combat en grande partie la politique du général de Gaulle, et se rapproche de certains milieux communistes.
« Sa vie fut entièrement vouée à la littérature et au silence qui lui est propre » selon la notice de ses œuvres chez son éditeur Gallimard.

## Biographie

### De 1907 à 1939
Maurice Blanchot naît le 22 septembre 1907 au hameau de Quain à Devrouze (Saône-et-Loire), dans un milieu aisé. Il suit ses études à Strasbourg (philosophie, option allemand) de 1926 à 1929. Il fréquente l'Action française et déambule muni d'une canne au pommeau d'argent[réf. nécessaire]. C'est à Strasbourg qu'il rencontre Emmanuel Levinas : « très éloigné de moi politiquement à cette époque-là, il était monarchiste. » Blanchot dira : « [...] Emmanuel Levinas, le seul ami — ah, ami lointain — que je tutoie et qui me tutoie ; cela est arrivé, non pas parce que nous étions jeunes, mais par une décision délibérée, un pacte auquel j'espère ne jamais manquer. » (Pour l'Amitié). Jacques Derrida qualifiera cette amitié de « bénédiction de ce temps ». En 1928, il achève la lecture de Être et Temps de Martin Heidegger : « Grâce à Emmanuel Levinas, sans qui, dès 1927 ou 1928, je n'aurais pu commencer à entendre Sein und Zeit, c'est un véritable choc intellectuel que ce livre provoqua en moi. Un événement de première grandeur venait de se produire : impossible de l'atténuer, même aujourd'hui, même dans mon souvenir ». Il passe son certificat d'études supérieures à Paris en 1929, puis obtient son diplôme à la Sorbonne en 1930 en réalisant un travail sur la conception du dogmatisme chez les Sceptiques. Il suit alors des études de médecine à l'hôpital Sainte-Anne, avec une spécialisation en neurologie et psychiatrie[réf. souhaitée].
À partir de 1931, Blanchot collabore aux revues et journaux de la Jeune Droite : il publie son premier texte en février 1931 à la Revue universelle de Jacques Bainville et Henri Massis : « Deux hommes en moi, par Daniel Rops ». Il publie également à la Revue française d'Antoine Redier, aux Cahiers mensuels de Jean-Pierre Maxence, et au Journal des Débats dont il sera critique littéraire, chroniqueur et rédacteur en chef jusqu'à sa dissolution en 1944 (« c'est là qu'il passera, pendant près de dix ans, le plus clair de son temps »). Il collabore à la revue Réaction pour l'ordre de Jean de Fabrègues. En 1932[réf. souhaitée], il commence la rédaction de Thomas l'Obscur. En 1933, il entre au Rempart (de Paul Lévy) tout en poursuivant son travail au Journal des Débats. « Avec Blanchot, Maxence et Maulnier à des postes-clés, la Jeune Droite occupe cependant une place importante ». Après la fin du Rempart, Blanchot retrouve Levy à Aux écoutes, où il est également rédacteur en chef. En 1935-1936[réf. souhaitée], il écrit Le Dernier Mot et L'Idylle, qui seront d'abord republiés dans Le Ressassement éternel en 1951, puis dans Après coup en 1983. En 1936, il entre à la revue Combat de Thierry Maulnier, où il vitupère Léon Blum, puis à L'Insurgé en 1937, hebdomadaire d'extrême droite fondé par Thierry Maulnier et Jean-Pierre Maxence le  13 janvier 1937,, où il écrit en moyenne deux articles par semaine, dont certains consacrés à Charles Maurras qui lui reprochait son manque d'orthodoxie. Outre « La Dentelle du Rempart, par Charles Maurras » (L'Insurgé, 24 février 1937), Blanchot continue à faire référence à Maurras dans le but de rallier une partie de la droite conservatrice à la cause d'une révolution nationale qu'il appelle de ses vœux depuis 1933. Blanchot va jusqu'à écrire : « Maurras est le seul dont on puisse dire qu'il a vraiment pensé ».

### De 1939 à 1945
En mai 1940, Thomas l'Obscur est terminé : Jean Paulhan le reçoit chez Gallimard. Après l'invasion allemande, Blanchot soutient la prise de pouvoir du maréchal Pétain, critiquant les hommes politiques de l'entre-deux-guerres. Il obtient du régime de Vichy l'autorisation officielle de faire paraître Aux écoutes à Clermont-Ferrand et y assure les fonctions de directeur pour trois numéros (n° des 13, 20 et 27 juillet). Il entre à l'association Jeune France fondée le 20 novembre 1940 et y devient, dans Paris occupé, le responsable de l'édition littéraire. « À partir d'avril 1941, et jusqu'aux derniers jours, Blanchot assurera le Journal des Débats, toujours plus vichyste, ultra-maréchaliste, d'une chronique littéraire régulière ».
Dans le même temps, en novembre 1940, Blanchot sauve Paul Lévy des persécutions, puis met en sécurité la femme et la fille de Levinas. Il participe à un réseau d'aide aux clandestins dans sa région natale[réf. souhaitée].
À la fin de 1940, il rencontre Georges Bataille ainsi que sa compagne Denise Rollin (qui a peut-être eu une aventure avec Blanchot). Bataille lit à Blanchot L'Expérience intérieure, qui sera fort redevable à Thomas l'Obscur. Celui-ci fut publié en 1941 : Paulhan le conseille à la NRF ; en 1942 suit son second roman, Aminadab. Il rencontre Dionys Mascolo en 1943, alors qu'il publie son premier recueil de textes critiques, Faux Pas. Il devient membre du jury du prix de la Pléiade fondé par la NRF.
En 1944, Blanchot séjourne à Quain, où il dit avoir vécu l'un des événements les plus dramatiques de sa vie, relaté cinquante ans plus tard dans L'Instant de ma mort : il raconte avoir failli être fusillé par des soldats allemands. Depuis ce jour, la mort, comme déjà passée et devant revenir à nouveau, ne le quitta plus.

### De 1945 à 2003
Après la guerre, Blanchot nie son engagement maréchaliste[réf. souhaitée]. Reconnu comme un grand critique, il devient un membre éminent de la scène littéraire française. En 1945, il fait partie du jury du prix des Critiques aux côtés de Marcel Arland, Jean Blanzat, André Billy, Jean Grenier, Émile Henriot, Armand Hoog, Robert Kemp, Frédéric Lefèvre, Gabriel Marcel et Jean Paulhan, ainsi que du jury du prix de la Pléiade aux côtés de Marcel Arland, Joe Bousquet, Paul Éluard, Jean Grenier, Albert Camus, André Malraux, Jean Paulhan, Raymond Queneau, Jean-Paul Sartre, Roland Tual. Il collabore dans le même temps à diverses revues importantes : à L'Arche, qu’il rejoint dans son édition parisienne d’août 1945 en y publiant un texte sur le surréalisme (L'Arche, n° 8), signalé dans Combat (14 septembre 1945), dans Les Lettres françaises (20 octobre 1945) et encore dans Fontaine (1er décembre 1945), aux premiers numéros des Temps modernes, à la nouvelle revue Critique ou il rencontre Jean Piel. Il donne un texte sur L'Espoir de Malraux à un numéro de la collection « Actualité » de Georges Bataille consacré à L'Espagne libre, en même temps que Bataille, Albert Camus, Jean Camp, Jean Cassou, Roger Grenier, Max-Pol Fouchet.
À la fin de l'année 1946, il décide de quitter Paris et s'installe à Èze-sur-Mer dans les Alpes-Maritimes. Il poursuit une œuvre toujours plus exigeante et de laquelle il extirpe toute donnée biographique. Il publie son dernier roman, Le Très-haut en 1948, et dès 1947, avec Le Dernier Mot jusqu'à la fin de sa vie, il n'écrit plus désormais que des récits. Une étude, Lautréamont et Sade, est publiée en 1949, ainsi qu'un second recueil de textes critiques, La Part du feu, dans lequel se trouve peut-être le programme de son « livre » à venir, La Littérature et le Droit à la mort. Il publie dans la revue Empédocle « Un récit ? » (qui ne sera publiée en livre qu'en 1973 sous le titre La Folie du jour). À la suite du choix du genre du récit, il retravaille Thomas l'obscur, l'abrège de deux cents pages, le termine en 1948 (il sera republié en 1950). En 1953, il commence sa collaboration à la NRF, régulièrement, jusqu'au moins 1969. Il regroupe les premiers de ces essais (les Recherches) dans L'Espace littéraire, puis Le Livre à venir. Un autre récit suit, Le Dernier Homme, en 1957. Il revient alors à Paris, où il rencontre Robert Antelme, dont il devient l'ami.
Toujours plus en retrait, dans le silence de ce qu'il nomme la « solitude essentielle », il côtoie pourtant Antelme, Marguerite Duras, Dionys Mascolo, Ginetta et Elio Vittorini, et sa pensée tend à se radicaliser. Il participe activement au Manifeste des 121 défendant le droit à l'insoumission en Algérie. À partir de 1960-1961, l'idée germe de création d'une Revue internationale. Le projet, porté par Blanchot jusqu'en 1964 au moins, recoupera l'histoire de la plupart des écrivains importants des années 1950 et 1960 en Europe, ainsi qu'aux États-Unis et en Amérique du Sud. Louis-René des Forêts sera l'un des piliers, avec Vittorini, Hans Magnus Enzensberger, et dans une moindre mesure, Italo Calvino, Roland Barthes, Michel Butor, Günter Grass, etc.
En 1962, paraît L'Attente l'oubli, point d'orgue de son œuvre, première tentative d'écriture du fragment.
Blanchot rencontre pour la première fois Jacques Derrida en février 1968, puis Gilles Deleuze, Roland Barthes, Roger Laporte. Il prend part aux défilés de Mai-Juin 68 avec Mascolo et Duras notamment, et participe aux Comités Écrivains-Étudiants. Blanchot se retire alors de plus en plus dans le silence, ne réservant son accueil qu'à de rares amis. Après la publication de la somme qu'est L'Entretien infini en 1969 (année de la mort de Jean Paulhan), il ne pratique plus que le fragment ; il publie Le Pas au-delà (1973), puis L'Écriture du désastre (1980). Son dernier livre de narration, L'Instant de ma mort, paraît en 1994. Ce livre marque la transition entre le personnel et le collectif, le biographique et le récit.
La Communauté inavouable (1983), sur Bataille, Duras et le communisme, marque le début de plusieurs textes à la fois politiques et d'hommages, comme Pour l'amitié ou Les Intellectuels en question en 1996, ou d'autres d'abord publiés chez Fata Morgana.
À la suite de la publication d'un ouvrage d'Alain de Benoist chez Fata Morgana, Maurice Blanchot dénonce l'antisémitisme de ce dernier, et écrit une lettre au directeur de la maison d'édition, Bruno Roy, en lui annonçant sa rupture avec les éditions Fata Morgana, si on n'enlève pas l'ouvrage d'Alain de Benoist. Bruno Roy lui répond toutefois par une lettre de menace de ressortir les anciens livres politiques de Maurice Blanchot, c'est-à-dire de son passé d'extrême droite, pourtant déjà connu de tous. La Quinzaine littéraire du 1er novembre 1996 (relayée par Le Monde et d'autres quotidiens) fait état des échanges entre Fata Morgana et Maurice Blanchot. En substance, Bruno Roy lui fait savoir que, notamment, des auteurs issus de la gauche, ont accepté (1993), de publier des textes dans la revue Krisis, dirigée par Alain de Benoist ; et que ce dernier et son œuvre ne sont pas, à proprement parler, antisémites.
Il quitte Fata Morgana, les autres textes sont ainsi regroupés dans Une voix venue d'ailleurs en 2001 (essais sur Louis-René des Forêts, Michel Foucault et Paul Celan). Il prend encore position en faveur du peuple juif, pour la reconnaissance légale du couple homosexuel, contre les lois Pasqua-Debré.
Ne côtoyant plus que Jacques Derrida et deux ou trois amis proches, resté célibataire, Blanchot meurt en 2003, à l'âge de 95 ans. Il est inhumé au cimetière du Mesnil-Saint-Denis (Yvelines), dans la même tombe que son frère, l'architecte René Blanchot.

## Analyse de l'œuvre
La portée, l'influence, l'importance des textes de Maurice Blanchot sur la littérature et la philosophie françaises d'après-guerre est un fait incontestable. Son œuvre balance à première vue entre hermétisme (revenant à l'un des auteurs les plus lus de Blanchot, Stéphane Mallarmé) et terrorisme (imputable à une autre des figures de formation du jeune Blanchot, celle de Jean Paulhan). L'œuvre de Blanchot serait ainsi l'héritière d'une tradition littéraire française : née de l'audience d'écrivains tels Maurice Scève, cette tradition se répercuterait chez Mallarmé, Paul Valéry, Paulhan, et se poursuivrait, dans une certaine mesure, chez Samuel Beckett, Marguerite Duras, Edmond Jabès ou Jacques Derrida, qui a proposé plusieurs lectures — notamment politiques — de l’oeuvre de Blanchot.
Son œuvre et le silence dont il a cerné sa vie d'homme, mais aussi ses engagements politiques et sa poétique exigeante, ont fait de Blanchot une figure mythique, guide ou nocher, ou, pour d'autres, ennemi public ou gourou. La passion qui se cristallise sur son nom n'a d'égal que l'absence de renommée auprès du grand public.
Son cheminement politique (de l'extrême droite à la gauche), ses prises de positions, notamment contre Charles de Gaulle, son opposition, moins virulente, à Jean-Paul Sartre, les écrivains qui se réclament de lui ou que lui-même a soutenus contre tous, son irrésistible parenté avec La Nouvelle Revue française, son engagement aux côtés du peuple juif et le questionnement impossible de la Shoah (Auschwitz) ; enfin ses amitiés indéfectibles, en particulier avec Emmanuel Levinas et Georges Bataille font de lui, bien qu'absent de la scène médiatique et sujet à une maladie obscure qui semble éternelle, une personnalité complexe.

### La parole de Blanchot
Pour le lecteur qui découvre Blanchot, soit par le récit ou le roman, soit par l'essai, l'expérience est nouvelle. Pour lire Blanchot, le lecteur doit consentir à entrer dans un langage qui, bien que jamais réellement difficile, surprend, et demande, essentiellement, face à la syntaxe ardue et la méthode rigoureuse, de pousser jusqu'au bout, à la fois la pensée et le langage, ainsi que la tension entre l'un et l'autre.
Influencé par le versant linguistique de la réflexion de Jean Paulhan, notamment les textes sur le triptyque pensée-langage-signe (d'une facture différente des préceptes du structuralisme linguistique de Saussure à Jakobson) : Jacob Cow le pirate (1921), Clef de la Poésie (1944), et bien sûr Les Fleurs de Tarbes (1941). Le premier texte critique publié par Blanchot : Comment la littérature est-elle possible ?, en 1942 chez José Corti, précisément entre les Fleurs et Clef de Paulhan, marque à la fois l'empreinte de celui-ci et le souci majeur de la « poétique » blanchotienne.
En effet, tous les premiers écrits de Blanchot, qui méditent sur un énorme réservoir de publications françaises et étrangères, notamment allemandes et américaines, semblent être moins des essais au sens classique du terme que le fruit d'une expérience littéraire propre, un avant-propos, une initiation « à la Montaigne », dont la suite de l'œuvre sera désormais un approfondissement continu.
Remarquons enfin que cette époque correspond au début de l'écriture du grand roman de Blanchot, Thomas l'obscur. Ce que l'on peut dire de cette époque de formation (longue toutefois), le texte blanchotien se construit, et pour en saisir le sel, nous pouvons poser comme citation liminaire cet extrait de Thomas l'obscur.

« Thomas demeura à lire dans sa chambre. Il était assis, les mains jointes au-dessus de son front, les pouces appuyés contre la racine de ses cheveux, si absorbé qu'il ne faisait pas un mouvement lorsqu'on ouvrait la porte. Ceux qui entraient, voyant son livre toujours ouvert aux mêmes pages, pensaient qu'il feignait de lire. Il lisait. Il lisait avec une attention et une minutie insurpassables. Il était, auprès de chaque signe, dans la situation où se trouve le mâle quand la mante religieuse va le dévorer. L'un et l'autre se regardaient. Les mots, issus d'un livre qui prenait une puissance mortelle, exerçaient sur le regard qui les touchait un attrait doux et paisible. Chacun d'eux, comme un œil à demi fermé, laissait entrer le regard trop vif qu'en d'autres circonstances il n'eût pas souffert [...] Il se voyait avec plaisir dans cet œil qui le voyait. Son plaisir même devint très grand. Il devint si grand, si impitoyable qu'il le subit avec une sorte d'effroi et que, s'étant dressé, moment insupportable, sans recevoir de son interlocuteur un signe complice, il aperçut toute l'étrangeté qu'il y avait à être observé par un mot comme par un être vivant, et non seulement un mot, mais tous les mots qui se trouvaient dans ce mot, par tous ceux qui l'accompagnaient et qui à leur tour contenaient eux-mêmes d'autres mots, comme une suite d'anges s'ouvrant à l'infini jusqu'à l'œil absolu. D'un texte aussi bien défendu, loin de s'écarter, il mit toute sa force à vouloir se saisir, refusant obstinément de retirer son regard, croyant être encore un lecteur profond, quand déjà les mots s'emparaient de lui et commençaient de le lire. »

— (pp. 27-28)
Cette longue citation, malgré sa décontextualisation et l'impossibilité chez Blanchot d'élever des phrases à des exempla, nous permet de poser, en premier lieu, l'une des principales thématiques chez Blanchot : la lecture.

### Le rapport: lecture/écriture
Car Maurice Blanchot est avant tout un lecteur, qui assaille d'une lecture serrée le remous littéraire. Si Thomas l'obscur était le premier roman de l'auteur, celui-ci écrit depuis les années 1930 des articles qui s'autorisent de plus en plus des incursions en terrain littéraire, pour devenir réellement lectures.
Tout le répertoire classique y passe, ainsi que nombre de parutions contemporaines de l'époque. Les deux premiers recueils critiques de Blanchot, Faux pas et La Part du feu, regorgent de textes qui cherchent à cerner « quelque chose » de la littérature.
Ce « quelque chose » arrive à la fin de La Part du feu. On le retrouve dans le texte fondateur « La Littérature et le droit à la mort », qui transcende l'œuvre de Hegel par celle de Mallarmé ainsi que dans le petit essai Comment la littérature est-elle possible ?. Pour Blanchot, le travail de l'écrivain commence lorsque la littérature devient une question. C'est le sens de l'essai publié chez Corti. Dès lors ce questionnement inlassable va décrire un « espace littéraire », où il ne sera plus question que de cette question.
Blanchot visite et travaille pour cela les œuvres importantes du fonds mondial, avec une préférence marquée pour les écrits portant sur cette source littéraire insondable : il ouvre des chemins qui seront ceux explorés plus tard par des écrivains comme Roland Barthes, Jacques Derrida, Michel Foucault. Son dialogue avec le texte littéraire est fructueux : Hegel puis Heidegger, Sade, Nietzsche, Georges Bataille, Marguerite Duras, Samuel Beckett, Antonin Artaud, Henri Michaux, Henry James, Virginia Woolf, Marcel Proust, Simone Weil, Robert Antelme, Pierre Klossowski, René Char, Edmond Jabès, Yves Bonnefoy, Louis-René des Forêts, Paul Celan, Philippe Jaccottet, et surtout Hölderlin, Rilke, Kafka et Mallarmé, puis Emmanuel Levinas (leurs relations ont fait l'objet d'un colloque), ainsi qu'un très grand nombre d'autres écrivains, forme la sève des textes écrits, notamment durant l'après-guerre, dans des revues comme L'Arche, L'Arc, Le Nouveau Commerce, Critique, Les Temps modernes et surtout, grâce à Jean Paulhan, à partir du premier numéro de La Nouvelle Nouvelle Revue française [sic] en 1953 jusqu'à la mort de celui-ci à peu près en 1969.
Chaque mois, dix pages de Blanchot ont façonné des générations d'écrivains, et même d'autres artistes : peintres et plasticiens, architectes, photographes, etc. Ces textes sont réunis encore dans les chefs-d'œuvre : L'Espace littéraire et Le Livre à venir.
Mais ces textes ne seraient rien si le travail de lecture de Maurice Blanchot ne s'accompagnait d'une écriture propre, les deux méthodes, les deux occupations, étant le revers et l'avers, indissociables, d'une même entité, appelée littérature[non neutre].
Les romans du jeune Blanchot étaient plutôt conventionnels. Influencés par ceux de Jean Giraudoux, Kafka, empreints d'un peu de romantisme, de fantastique (Aminadab, Le Très-Haut), ils deviennent de leurs côtés des trames de plus en plus ténues : le langage se resserre, l'intrigue se raréfie et le mot prend toute sa place. Thomas l'obscur reparaît en 1950, émondé, radical. L'Arrêt de mort ouvre une recherche dont le triptyque — Au moment voulu, Celui qui ne m'accompagnait pas, Le Dernier Homme — forme une suite de plus en plus exigeante et dont il importe moins de connaître la finalité que d'en sentir l'essence, et notamment la poésie propre à cette limite de la littérature.
Cet « unisson » se fait plus sensible dès les années 1960, notamment par le texte singulier L'Attente l'Oubli, livre étrange, fragmentaire, le premier d'une série successive. Un texte paru en revue, « L'Entretien infini », marque peut-être la limite de cette recherche littéraire où le récit se réduit de plus en plus à l'intervalle onirique, fantastique, éthique et érotique propre à l'entretien.
Ce texte sera repris en tête du livre homonyme peut-être le plus important de Blanchot, dont la force n'a sans doute pas encore été aujourd'hui complètement éprouvée. Des fragments seront repris de livres en livres, dans des contextes différents, sans atténuer leur portée littéraire. Il semble que la recherche de Blanchot (du nom de la chronique qu'il a tenue dans la NRF pendant plus de quinze années), ainsi que l'épreuve de cette recherche dans le champ narratif, ne servent en réalité qu'une immense déférence envers la chose littéraire que Blanchot, paraphrasant Mallarmé, décrit comme « ce jeu insensé d'écrire ».

« Le secret, cette réserve qui, si elle parlait, la faisait différer de parler, lui donnant parole en cette différence. »

« Vous ai-je jamais promis de parler ? » — « Non, mais c'est vous-même qui étiez, ne disant rien et refusant de rien dire et restant liée à ce qui ne se dit pas, promesse de parole. »

« Ils ne parlaient pas, ils étaient les répondants de toute parole encore à dire entre eux. »

— L'Attente l'Oubli, p. 86

### La mort
Dans L'Espace littéraire puis Le Livre à venir, Maurice Blanchot questionne le centre même de l'expérience littéraire, notamment dans sa faculté à « remettre tout en cause, y compris elle-même ». Blanchot voit dans l'écrivain celui qui, n'étant pas autrement qu'au service de l'œuvre, perd toute individualité et toute énergie en elle. Il est alors en proie au désœuvrement alors même qu'il fait l'épreuve de l'autre nuit, nuit de la solitude où s'égarent les pensées.
Réalité dispersée, temps arrêté ou absent, l'écrire renvoie face à elle-même l'écriture et face à lui-même, anéanti, l'écrivain. Cet espace est l'espace du neutre, où se neutralisent toute velléité, toute individualité et, bien sûr, tout engagement.
La mort est alors la présence chaude et lénifiante qui rassérène l'écrire et lui confère toute sa force.

« Écrire, c'est entrer dans la solitude où menace la fascination. C'est se livrer au risque de l'absence de temps, où règne le recommencement éternel. C'est passer du Je au Il, de sorte que ce qui m'arrive n'arrive à personne, est anonyme par le fait que cela me concerne, se répète dans un éparpillement éternel. »

— L'Espace littéraire, p. 31
Cette expérience est alors présentée par Blanchot sous la forme du mythe d'Orphée et Eurydice, pages célèbres de son œuvre. La recherche de l'œuvre par le poète, Orphée, qui devra se résoudre par la disparition d'Eurydice marque le début de l'expérience littéraire.

« […] certes, en se retournant vers Eurydice, Orphée ruine l'œuvre, l'œuvre immédiatement se défait, et Eurydice se retourne en l'ombre ; l'essence de la nuit, sous son regard, se révèle comme l'inessentiel. Ainsi trahit-il l'œuvre et Eurydice et la nuit. Mais ne pas se tourner vers Eurydice, ce ne serait pas moins trahir, être infidèle à la force sans mesure et sans prudence de son mouvement, qui ne veut pas Eurydice dans sa vérité diurne et dans son agrément quotidien, qui la veut dans son obscurité nocturne, dans son éloignement, avec son corps fermé et son visage scellé, qui veut la voir, non quand elle est visible, mais quand elle est invisible, et non comme l'intimité d'une vie familière, mais comme l'étrangeté de ce qui exclut toute intimité, non pas la faire vivre, mais avoir vivante en elle la plénitude de la mort. »

— L'Espace littéraire, p. 226
La mort est singulièrement familière pour Blanchot, homme toujours malade gravement, et pourtant toujours vivant, toujours ainsi dans l'intimité de la mort, toujours dans la connivence, la proximité de la mort.
Mais la mort n'est jamais proche, elle est toujours le plus lointain, l'expérience impossible, le défaut de témoignage. De fait, la mort procure une espèce d'infinie légèreté pour celui qui la côtoie comme sa voisine : l'écrivain.
La mort, pour Blanchot, est au cœur même du processus poétique et s'il étudie tout particulièrement les auteurs dans la naissance de leur œuvre (lettres d'Artaud à Jacques Rivière, Journal de Kafka et celui de Virginia Woolf), il saura peu à peu montrer combien la littérature, si proche de la philosophie mais au contraire, dévastatrice, donne corps à la pensée de la mort si bien que, à terme, mort et pensée même ne sont qu'une seule et même chose (ainsi débute Le Pas au-delà)
Le raccourci peut être abrupt, mais il est le fruit d'une écriture patiente, éternelle, et le Pas en est une étape supplémentaire. Il se trouve par ailleurs que Blanchot vivra vieux, et verra disparaître ses amis, fidèlement, l'un après l'autre, et la parole de Blanchot, sur le tard, aura pour une part cette forme d'hommage. L'Amitié, le dernier livre critique au sens premier du terme (qui n'est pas sous la forme de fragment) en marquera la pierre de touche.
Devant le vide alors donné par la vie même, Blanchot donnera peut-être l'une des clefs capitales à la compréhension de son œuvre, un court récit, L'Instant de ma mort, décrivant la manière dont le narrateur évite, in extremis, la mort devant un peloton d'exécution durant la dernière guerre. Ce texte, paru en 1994, dessine peut-être la fin d'une œuvre, il marque en tout cas un cran décisif dans l'ensemble des thèmes que Blanchot a travaillés au fil de ses livres.

« Mourir serait, chaque fois, là où nous parlons, ce qui retient d'affirmer, de s'affirmer, comme de nier. »

— Le Pas au-delà, p. 94
Cela, qui est aussi le neutre, et qui est assez proche de ce que Levinas nomme l'il y a, ressort de l'écriture même, et associe dans le même mouvement la mort, le désastre, le désœuvrement :

« Écrire, c'est ne plus mettre au futur la mort toujours déjà passée, mais accepter de la subir sans la rendre présente et sans se rendre présent à elle, savoir qu'elle a eu lieu, bien qu'elle n'ait pas été éprouvée, et la reconnaître dans l'oubli qu'elle laisse et dont les traces qui s'effacent appellent à s'excepter de l'ordre cosmique, là où le désastre rend le réel impossible et le désir indésirable. »

— L'Écriture du désastre, p. 108-109

### Le graffiti et le fragment
Le Livre à venir énumérait les étapes de la littérature depuis Proust jusqu'à Robbe-Grillet ou Barthes, et le constant rapport au désœuvrement qui étreignait chaque jour plus fort la pratique littéraire. Il pouvait être considéré comme le pendant pratique de L'Espace littéraire. La fin du livre, explicitant ce titre énigmatique de « livre à venir », en suivant de près le projet de Livre de Stéphane Mallarmé, montre ce vers quoi peut tendre la littérature : la pluralité, la dissémination, la dialogie, l'éparpillement.
Cette dernière partie, appelée justement « Où va la littérature ? », sera justement reprise comme hypothèse dans L'Entretien infini.
Mais ce nouvel opus, fort de plus de 600 pages, a une ambition supplémentaire : il convoque à lui les plus grands noms de la littérature, certes, mais il s'attache également à démonter, cerner, instruire, répéter, lire et relire, et comprendre le fonds philosophique du passé comme du présent.
Le lien entre littérature et philosophie est fait. Le lien entre création narrative et création critique se fortifie. On ne peut ici résumer en quelques phrases l'ensemble de cette œuvre. On peut toutefois insister sur le fait que ce livre prend pour base de travail le Livre, comme support politique, signe de la complétion et d'une certaine autorité, et, sans doute, signe de pouvoir.
A contrario, Blanchot encense la « parole dispersée », la parole en archipel de René Char, le « Livre » de Mallarmé, la parole anonyme. Vient alors le fragment. Après une longue réflexion sur Héraclite, sur Nietzsche, Blanchot en vient à concevoir la parole même de l'entretien, la parole de l'altérité, la parole d'autrui assimilée ou la déprise de la parole personnelle. L'influence de Levinas est ici la plus sensible.
Le fragment, ainsi dégagé au fil d'un raisonnement infaillible, patient et souvent irrévocable, rejoint ainsi l'exigence du neutre. La parole, anonyme, peut enfin se libérer d'elle-même et toucher à la liberté même. Le fragment porte le neutre.

« Mais l'un des traits du neutre […], c'est, se dérobant à l'affirmation comme à la négation, de recéler, encore, sans la présenter, la pointe d'une question ou d'un questionnement, sous la forme, non d'une réponse, mais d'un retrait à l'égard de tout ce qui viendrait, en cette réponse, répondre. »

— L'Entretien infini, p. 450
Deux livres complètement fragmentaires, par la suite, Le Pas au-delà et L'Écriture du désastre, sont comme les achèvements de cette pensée qui se dénie comme pensée et qui, en butte à la loi qu'indique le livre, cherche à modérer son pouvoir par le recours au neutre, qui est l'anonyme du fragment.
Cette parole, concomitamment, Blanchot la conçoit dans le champ politique. Rentré à Paris après dix ans d'absence d'une retraite solitaire, Maurice Blanchot se liera dès 1958 au groupe informel des « amis de la rue Saint-Benoît », chez Marguerite Duras, avec Robert Antelme, Dionys Mascolo, les Vittorini.
À l'amitié de Mascolo s'ajoute la revendication : il se pose ouvertement contre le « coup d'État » gaulliste en 1958, contre la guerre d'Algérie en 1960 (ils rédigent le fameux Manifeste des 121). Il est dans la rue en 1968, comme en témoigne Michel Foucault. Il observe les graffiti, il se gorge de l'écriture anonyme des rues, il profite de son anonymat (on ne connaît guère qu'une quinzaine de photographies de lui). Il se consacrera au début des années 1960 au projet de Revue internationale où la rubrique Le Cours des choses associe les auteurs de manière anonyme ; l'échec de ce projet collectif le peine grandement. Prenant position çà et là pour différentes causes humanitaires, la fin de l'œuvre de Blanchot est marquée par la plus grande humilité devant les blessures de l'Histoire, dont la plus grande est la Shoah. La Folie du jour, texte publié dans la revue Empédocle en 1949 (sous le titre Un récit ?) puis chez Fata Morgana en 1973, essaie d'évaluer la possibilité d'écrire après Auschwitz. Dès 1949 la sentence était claire :

« Un récit ? Non, pas de récit, plus jamais. »

— La Folie du jour
La fin de l'œuvre est encore marquée par une série de petits livres, à partir de La Communauté inavouable, dédiés aux amis (Bataille, Duras, Celan, Mascolo, Foucault, des Forêts, Laporte, Levinas…), faisant foi, par là, d'un idéal de la communauté qui dépasse même le communisme. Le personnage rejoint alors la note biographique des éditions de poche de ses essais :

« Maurice Blanchot, romancier et critique, est né en 1907. Sa vie est entièrement vouée à la littérature et au silence qui lui est propre. »

### Critiques
L'écrivain et philosophe Cioran a adressé à Maurice Blanchot des critiques sur l'obscurité de son œuvre et sa vacuité. Il écrivait, dans les années 1960 : « J'ai appris à taper en me servant du Dernier Homme de Maurice Blanchot. La raison en est simple. Le livre est admirablement écrit, chaque phrase est splendide en elle-même, mais ne signifie rien. Il n'y a pas de sens qui vous accroche, qui vous arrête. Il n'y a que des mots. Texte idéal pour tâtonner sur le clavier de la machine. ». Cioran lui reprochait aussi, à propos de la partie critique de son œuvre, un goût excessif du paradoxe : « M. Blanchot parle de l'“obscénité malhonnête (?) de Chateaubriand, qu'il oppose à je ne sais quelle “pureté” de Sade... Manquer de justesse et de bon sens à ce point, c'est confondant. »
Les professeurs de philosophie Henri de Monvallier et Nicolas Rousseau, dans leur ouvrage de 2015 : Blanchot l'obscur (Préface de Michel Onfray), ne sont pas tendres non plus avec Maurice Blanchot : « Si [...] l'œuvre de Blanchot peut "déranger" c'est moins du fait de son exemplaire profondeur incomprise que de ses lourdeurs rhétoriques, de ses enflures stylistiques et de sa vacuité incroyable ! Blanchot dérange parce qu'il nous ennuie ! » Ou encore : « Par ses outrances et ses contradictions, Blanchot aura révélé tout ce qu'il y avait d'illusoire dans l'avant-gardisme français. C'était une révolution en chambre qui préparait un conformisme de la transgression qui nous étouffe aujourd'hui. »

## Œuvres

### Romans et récits
- 1931-1937 : Thomas le solitaire, Paris, Éditions Kimé, 2022
- 1941 : Thomas l'Obscur, Paris, Gallimard
- 1942 : Aminadab, Paris, Gallimard, coll. « L'imaginaire »  (ISBN 2-07-077029-X)
- 1948 : Le Très-Haut, Paris, Gallimard, coll. « L'imaginaire »  (ISBN 2-07-071447-0)
- 1948 : L'Arrêt de mort, réédition (légèrement modifiée) 1971, Paris, Gallimard, coll. « L'imaginaire »  (ISBN 2-07-029699-7)
- 1950 : Thomas l'Obscur (Nouvelle version), Paris, Gallimard, coll. « L'imaginaire »  (ISBN 2-07-072548-0)
- 1951 : Au moment voulu, Gallimard, coll. Blanche  (ISBN 2-07-020735-8)
- 1951 : Le Ressassement éternel, Paris, Éditions de Minuit
- 1953 : Celui qui ne m'accompagnait pas, Paris, Gallimard, coll. « L'imaginaire »  (ISBN 2-07-073438-2)
- 1957 : Le Dernier Homme, Paris, Gallimard, coll. Blanche  (ISBN 2-07-020738-2)
- 1962 : L'Attente l'oubli, Paris, Gallimard, coll. « L'imaginaire »  (ISBN 2-07-075838-9)
- 1983 : Après Coup, précédé par Le Ressassement éternel, Paris, Éditions de Minuit
- 1994 : L'Instant de ma mort, Saint-Clément-de-Rivière, Fata Morgana
- 2005 : Thomas l'obscur, première version (posthume, non souhaitée par l'auteur), Paris, Gallimard
- 2023 : Premiers récits : le mythe d'Ulysse (inédit), suivi de L'Idylle (1936), et du Dernier mot (1935), Paris, Éditions Kimé

### Essais et recueils
- 1942 : Comment la littérature est-elle possible ?, Paris, José Corti
- 1943 : Faux pas, Paris, Gallimard  (ISBN 2-07-020731-5)
- 1949 : La Part du feu, Paris, Gallimard
- 1949 : Lautréamont et Sade, Paris, Éditions de Minuit
- 1955 : L'Espace littéraire, Paris, Gallimard  (ISBN 2-07-032475-3)
- 1958 : La Bête de Lascaux, Paris, GLM (repris dans Une voix venue d'ailleurs, 2002)
- 1959 : Le Livre à venir, Paris, Gallimard  (ISBN 2-07-032397-8)
- 1969 : L'Entretien infini, Paris, Gallimard  (ISBN 2-07-026826-8)
- 1971 : L'Amitié, Paris, Gallimard  (ISBN 2-07-028044-6)
- 1973 : Le Pas au-delà, Paris, Gallimard  (ISBN 2-07-028786-6)
- 1973 : La Folie du jour, Saint-Clément-de-Rivière, Fata Morgana
- 1980 : L'Écriture du désastre, Paris, Gallimard
- 1981 : De Kafka à Kafka, Paris, Gallimard (recueil de textes écrits entre 1943 et 1968, comprenant entre autres « La littérature et le droit à la mort »)  (ISBN 2-07-032843-0)
- 1983 : La Communauté inavouable, Paris, Éditions de Minuit
- 1984 : Le Dernier à parler, Saint-Clément-de-Rivière, Fata Morgana, repris dans Une voix venue d'ailleurs, 2002
- 1986 : Michel Foucault tel que je l'imagine, Saint-Clément-de-Rivière, Fata Morgana, repris dans Une voix venue d'ailleurs
- 1986 : Sade et Restif de la Bretonne, Bruxelles, Complexe
- 1987 : Joë Bousquet, Saint-Clément-de-Rivière, Fata Morgana
- 1992 : Une voix venue d'ailleurs - Sur les poèmes de LR des Forêts (Ulysse Fin de Siècle, Éditions Virgile, repris dans Une voix venue d'ailleurs, 2002)
- 1996 : Pour l'amitié, Tours, Fourbis ; réédition Tours, Farrago, 2000
- 1996 : Les Intellectuels en question : ébauche d'une réflexion, Tours, Fourbis ; réédition Tours, Farrago, 2000 (reprise de l'article publié dans Le Débat, n° 29, mars 1984)
- 1999 : Henri Michaux ou le refus de l'enfermement, Tours, Farrago
- 2002 : Une voix venue d’ailleurs, Paris, Gallimard
- Notes sur Heidegger, édition d'Étienne Pinat, Paris, Éditions Kimé

### Articles et chroniques

#### Avant-guerre
Une édition critique complète des premiers textes signés de Blanchot est en cours de publication : un premier volume a paru sous le titre Chroniques politiques des années trente, 1931-1940, édition préfacée, établie et annotée par David Uhrig (Gallimard, coll. « Les Cahiers de la N.R.F. », 2017) ; les chroniques littéraires doivent faire l’objet d’un second volume (à paraître).
- 1931-1932 : Revue universelle (3 articles) ; Les Cahiers mensuels (1 article)
- 1931-1933 : La Revue française (5 articles)
- 1931-... : Journal des débats (22 articles durant cette période)

- 1932 : Réaction pour l'ordre (2 articles)
- 1933 : Le Rempart, plus d'une centaine d'articles parus entre avril et décembre 1933 ont été retrouvés à ce jour[31] ; La Revue du Siècle (2 articles)
- 1934-1940 : Aux écoutes (18 articles)
- 1935 : Revue du XXe siècle (2 articles)
- 1936 : Combat, 7 articles de février 1936 à décembre 1937, « La fin du 6 février » (n. 2, février 1936), « La guerre pour rien » (n.3, mars 1936), « Après le coup de force germanique » (n.4, avril 1936), « Le terrorisme, méthode de salut public » (n.7, juillet 1936), « La grande passion des modérés » (n. 9, novembre 1936), « Le caravansérail » (n. 10, décembre 1936), « La France, nation à venir » (n.19, novembre 1937), « On demande des dissidents » (n. 20, décembre 1937)
- 1937 : L'Insurgé, 66 articles dans cet hebdomadaire qui paraît de janvier à octobre 1937
- 1940 : Revue française des idées et des oeuvres (1 article)

#### Occupation
Les articles et extraits d’articles du Journal des Débats qui n’avaient pas été repris en recueil par Blanchot lui-même ont été rassemblés dans Chroniques littéraires du « Journal des Débats », avril 1941-août 1944, édition de Christophe Bident (Gallimard, coll. « Les Cahiers de la N.R.F. », 2008).
- avril 1941 - juillet 1944 : Journal des débats (74 articles durant cette période)

#### Après-guerre
Les critiques littéraires d’après-guerre non reprises en recueil par Blanchot lui-même ont été rassemblées dans La Condition critique, 1945-1998, édition de Christophe Bident, Paris, Gallimard, coll. « Les Cahiers de la N.R.F. », 2010. Les recueils d’articles politiques d’après-guerre ont été diversement rassemblés : Écrits politiques (1958-1993), édition de Michel Surya, Paris, Léo Scheer, 2003 ; Écrits politiques (1953-1993), édition d’Éric Hoppenot, Paris, Gallimard, 2008 ; Political Writings, 1953-1993, édition de Zakir Paul, New York, Fordham University Press, 2010. Différents écrits autour des événements de mai 68 ont fait l’objet d’une publication séparée : Mai 68, Révolution par l'idée, édition de Jean-François Hamel et Éric Hoppenot, Paris, Gallimard, coll. « Folio », 2018.
- 1945 : Cahiers de la Table ronde (1 article) ; Paysage dimanche (7 articles)
- 1945-1948 : L’Arche (16 articles)
- 1946 : L’Espagne libre (1 article), Carrefour (1 article), Saisons (1 article) ; Combat (1 article) ;
- 1946-1951 : Cahiers de la Pléiade (4 articles)
- 1946-1952 : Les Temps modernes (4 articles)
- 1946-1953 : Critique (15 articles)
- 1948 : Fontaine (1 article)
- 1948-1953 : Cahiers d’art (2 articles)
- 1950 : L’Observateur (7 articles)
- 1951-1956 : Botteghe Oscure (3 articles)
- 1953-1989 : La (Nouvelle) Nouvelle Revue Française (118 articles)

### Correspondances
- 1984 : Lettres à Vadim Kozovoï (1976-1998), présentées et annotées par Denis Aucouturier ; suivies de « La Parole ascendante », réédition : Paris, Manucius, 2009
- 2012 : Maurice Blanchot - Pierre Madaule, Correspondance 1953-2002, édition établie, présentée et annotée par Pierre Madaule, Paris, Gallimard, coll. Blanche
- 2014 : Maurice Blanchot - Johannes Hübner, Correspondance, édition établie, présentée et annotée par Éric Hoppenot et Philippe Mesnard, Paris, Kimé, coll. « Archives Maurice Blanchot »

### Archives personnelles
- 2019 : Une édition de textes de Kafka traduits par Blanchot a été publiée sous le titre : Traduire Kafka, édition d’Éric Hoppenot, Arthur Cools et Vivian Liska, Paris, Kimé, coll. « Archives Maurice Blanchot »

### Maurice Blanchot au cinéma
- Lecture du chapitre X de “Thomas l'Obscur” de Maurice Blanchot, film de Benoît Jacquot, 1970.
- La Balade d'Ivan, film de  Claude Chamis, 2019 (avec des extraits de La Folie du jour).
- La Folie du jour, film de Christophe Bisson, 2010